# 코믹 유리히메S
『코믹 유리히메S』(コミック百合姫S)는 이치진샤에서 발행되는 여성끼리의 연애(백합)를 주제로 한 만화 잡지이다. 『코믹 유리히메』의 자매지로 2007년 6월에 창간되었다. 발행일은 3월, 6월, 9월, 12월의 18일이다.
『코믹 유리히메』와 마찬가지로 「남자금지?」를 내세우고 있지만, 모에 계 4컷 만화나 미디어 믹스 계열 등의 남성향 잡지에서 활약중인 작가의 작품 연재가 많아, 「유리히메」와 비교해서 다소 남성 독자를 위한 구성으로 되어 있다. 독자층에 대해서는, 2008년 7월 현재 최신호의 앙케이트 엽서의 대답에서 『코믹 유리히메』의 남녀비가 남성 27%, 여성 73%로 여성이 차지하는 비율이 많은 반면, 『코믹 유리히메S』는 남성 62%, 여성 38%로 남성의 비율이 다소 높다.
2010년 9월 18일에 발매된 vol.14를 마지막으로 폐간하여 격월간지 『코믹 유리히메』와 통합되었다. 통합의 이유에 관해서는, 편집장인 나카무라 나리타로가 「당초에 핵심 계층향의 『유리히메』와 라이트 계층향의 『유리히메S』와에서 차별을 도모하고 있었지만, 『유리히메S』의 독자가 『유리히메』로 이동해 오는 경향이 눈에 띄어, 나누는 의미가 없어졌기 때문」이라고 설명했다.